# مصطفى الثالث
السلطان مصطفى ابن أحمد الثالث بن محمد الرابع بن إبراهيم الأول بن أحمد الأول بن محمد الثالث بن مراد الثالث بن سليم الثاني بن سليمان القانوني بن سليم الأول بن بايزيد الثاني بن محمد الفاتح بن مراد الثاني بن محمد الأول جلبي بن بايزيد الأول بن مراد الأول بن أورخان غازي بن عثمان بن أرطغرل.
(1129 هـ - 1187 هـ / 1717م - 1774م) أحد خلفاء الدولة العثمانية. تولى الحكم بعد ابن عمه عثمان الثالث وكان عمره حينذاك 42 عاما.

## أسرته

### زوجاته
- مهر شاه سلطان - Mihrişah Kadın
- حبيبة قادين - Habibe Kadın
- عين الحياة قادين - Aynülhayat Kadın
- مهري شاه قادين - Mihrişah Sultan
- رفعت قادين - Rifat Kadın
- عادل شاه قادين - Adilşah Kadın

### أبناؤه
- سليم الثالث - Selim III
- الأمير سلطان محمد (ابن مصطفى الثالث) - Şehzade Sultan Mehmed

### بناته
- هبة الله (ابنة مصطفى الثالث) - Hibetullah Sultan
- شاه سلطان (ابنة مصطفى الثالث) - Şah Sultan
- مهرماه سلطان (ابنة مصطفى الثالث) - Mihrimah Sultan
- مهري شاه سلطان (ابنة مصطفى الثالث) - Mihrişah Sultan
- بيخان سلطان (ابنة مصطفى الثالث) - Beyhan Sultan
- خديجة سلطان (ابنة مصطفى الثالث) - Hatice Sultan
- فاطمة سلطان (ابنة مصطفى الثالث) - Fatma Sultan

## موهبته في الشعر
كان محبا للشعر و مهتما به كثيرا.

## الإصلاحات في عهده
قام الخليفة بتعيين الوزير راغب باشا صدرا أعظما وذلك لما يسر الله لهذا الرجل من معرفة بالبلاد وسعة في الاطلاع، كان الخليفة مصطفى يرى أن الخطر الداهم على الدولة يتمثل في قوة روسيا المتصاعدة، لذا فقد عمل على إصلاح الجيش العثماني وعقد اتفاقية عسكرية مع بروسيا لمساعدة العثمانيين عند الحاجة في حال اندلاع الحرب مع النمسا أو روسيا، واجتهد راغب باشا في توسيع التجارة البحرية والبرية كما فكر بحفر خليج يربط نهر دجلة بإسطنبول لدفع عجلة التبادل التجاري بين ولايات الدولة المختلفة ولمنع الغلاء والمجاعات في بعض الولايات إلا أن الموت عاجل راغب باشا وحكم على مشروعه بالتوقف، كما أنشأ راغب باشا مكتبة عمومية من مصاريفه الخاصة، وأقام مستشفيات عديدة لحماية الولايات الحدودية العثمانية من الأوبئة التي كانت منتشرة في شرق أوروبا في تلك الأيام.
تمكن الخليفة مصطفى الثالث من الحصول على خدمات البارون دي توت المجري، فعمل ذلك الأخير على بناء القلاع على ضفتي الدرنديل وتسليحها بالمدافع الضخمة لصد أي هجوم بحري محتمل على الدرنديل وإسطنبول، وأسس ورشة في الأستانة لصب المدافع فيها ونظم فرق المدفعية بناء على النسق الحديث كما أسس مدارسا لتخريج ضباط المدفعية وأركان الحرب وضباط البحرية على دراية بأساليب الحرب الحديثة، وقد أنهت أول دفعة من ضباط البحرية دراستها بسرعة مثيرة للدهشة وأحرزوا نصرا على الأسطول الروسي الذي كان يحاصر جزيرة لمنوس لاتخاذها قاعدة لمحاصرة القسطنطينية بحرا. عرف المركز التعليمي الجديد الخاص بتخريج ضباط البحرية بجامعة إسطنبول التقنية İstanbul Teknik Üniversitesi ولا تزال هذه الجامعة قائمة حتى يومنا هذا وقد طرأ عليها كثير من التغيير وتحولت إلى جامعة مدنية وتعد من أفضل الجامعات الهندسية في الشرق الأوسط .
من إصلاحاته أيضا أنه كان يتابع أمور الحرب مع روسيا بنفسه ويعد الخطط لذلك وكان ينزل أشد العقوبات بالقادة الذين يخالفون تعليماته العسكرية أو ينهزمون في الجبهات، حتى ينضبط الجند ويتعظ القادة.
من آثار مصطفى الثالث أيضا أنه كان يبني المدارس ويشيد التكايا، كما أنشأ جامعا على قبر والدته على الضفة الشرقية من إسطنبول وأصلح جامع محمد الفاتح بعد أن زلزلت أركانه زلزلة شديدة.

## الحروب المستمرة مع روسيا
قامت الحرب بين روسيا والدولة العثمانية، وقد كانت الحرب سجالا بين الطرفين فتارة يغير خان القرم على إقليم سربيا الجديدة الروسي وتارة تكسب روسيا بعض المعارك مما جعلها تستولي على بعض المدن العثمانية في رومانيا، وثبت العثمانيون بعدها فأنزلوا الهزائم بالجيش الروسي على يد القائد عثمان باشا والذي قلده الخليفة فيما بعد لقب غازي على إنجازاته العسكرية في وجه الروس.
واستعرت نيران الحرب في البحر بين الدولتين واصطدمت السفن العثمانية والروسية في أكثر من معركة، فاستفاد علي بك الكبير حاكم مصر من تواجد الأسطول الروسي في المنطقة فعقد حلفا مع روسيا وأعلن ثورته على الدولة العثمانية، وتمكن من التوغل في فلسطين ولبنان وسوريا وكان يحاذي البحر عند مسيره مما جعل الجيش العثماني ينحصر بين نيران السفن الروسية ونيران الجيش المصري وتسبب بهزيمته.
قام محمد بك أبو الدهب -أحد مماليك مصر- بقلب حكم علي بك الكبير في مصر مما اضطر هذا الأخير إلى العودة مع 400 جندي من حلفائه الروس إلى مصر والتقى مع جيش أبو الدهب عند الصالحية في الشرقية، وكان النصر حليف الوالي المملوكي فأسر علي بك الكبير وأربعة من الضباط الروس، وتم تسليمهم جميعا إلى الأستانة.
توفي في سنة 1187 هـ / 1774م، وتولى من بعده أخوه عبد الحميد الأول.